# Young Shire Council
Young Shire Council is een Local Government Area (LGA) in de Australische deelstaat New South Wales. Young Shire Council telt 12.035 inwoners. De hoofdplaats is Young.